# God Damn War
God Damn War ist das zweite Soloalbum des Savatage-Gitarristen Chris Caffery und erschien im September 2004 als Bonus-CD des Albums „Faces“. Es wurde in derselben Besetzung eingespielt und stellt ein Konzeptwerk über Krieg dar.

## Entstehung
God Damn War wurde im Frühjahr 2004 zusammen mit Faces aufgenommen und erschien im September als Bonus-CD des Albums, kann jedoch wegen seines Konzept-Charakters und seiner stilistischen Unterschiede als eigenständiges Album angesehen werden. Das textliche Konzept wurde auf der Rückseite des CD-Booklets abgedruckt, die Texte fanden keinen Eingang in das Heft.
Ursprünglich sollte das Album ca. 80 Minuten lang werden, die Bonus-CD war jedoch wesentlich kürzer und inhaltlich straffer. Die als vollwertige Version des Albums kann daher das im Frühjahr 2005 erschienene Nachfolgealbum W.A.R.P.E.D. gezählt werden, welches eine Spielzeit von ca. 72 Minuten hatte und sechs unveröffentlichte Lieder enthielt. Diese Lieder führten das Konzept noch weiter aus, die Kernaussagen sind jedoch bereits auf God Damn War zusammengefasst.
Für God Damn War griff Caffery zusätzlich zur Faces-Besetzung auf einige Gastmusiker und -Sprecher zurück; so gibt das Intro des Tracks Saddamize eine alltägliche Szene in einem griechischen Café in New York City wieder, in dem sich die Gäste, untermalt von traditionellem Gesang und einer Laute, über den Irakkrieg unterhalten. Gäste waren neben Co-Produzent Nik Chinboukas (Keyboard) der Lautenspieler George Kokonas, der Sänger Gregory Maninakis, der Cellist Dave Eggar sowie John Stavroulakis.

## Stil und Konzept
In musikalischer Hinsicht greift Caffery auf diesem Album deutlicher als auf Faces die Musik der späten Savatage-Konzeptalben auf. Neben Power Metal dieser Prägung enthält das Album durch ruhigere Zwischenstücke (Amazing Grace nach dem gleichnamigen Gospel), Samples und gesprochene Dialoge eine reihe theatralischer Elemente. Im Stück „Saddamize“ sind auch – entsprechend dem Konzept – hinsichtlich Instrumentierung und Melodik deutliche orientalische Einflüsse zu erkennen.
Chris Caffery bezeichnete die Musik auf  God Damn War in einem Interview mit dem deutschen Magazin Rock Hard als “Modern post-nuclear Black Sabbath”.
In textlicher Hinsicht befasst sich Caffery ausgiebig mit Krieg, seinen Gründen, seinen Auswirkungen und den von ihnen hervorgerufenen Reaktionen. Caffery kritisiert zum einen politische Ideologien, welche Krieg als legitimes Mittel zur Durchsetzung politischer Ziele ansehen und daher ohne glaubwürdigen Grund Kriege beginnen oder billigend in Kauf nehmen. Dagegen stellt er auch die Motivation, aus religiöser Verblendung Kriege zu beginnen. Zudem reflektiert Caffery über das Verhalten der Menschen im Kriegsfall: Während es reichen Menschen gelingt, sich aus dem herauszuhalten oder sogar Gewinn daraus zu schlagen, nehmen andere Menschen den Krieg fatalistisch hin oder erhoffen sich Aufstiegschancen.
Auch nimmt Caffery Bezug auf die mediale Verarbeitung und kulturelle Rezeption des Krieges. Caffery stilisiert das Feindbilder konstruierende Fernsehen und stellt auch eine gewissermaßen hoffnungslos wirkendes Diskussionskultur über den Krieg fest, welche keinen Ausweg aus der Krise sieht. Caffery verarbeitet viele seiner Themen am aktuellen Beispiel des Irakkrieges und kommt letztlich zu dem Schluss, dass nur am Ende eines langen Lernprozesses über „das Böse“ und gegenseitiges Verständnis die Barrieren zwischen den Menschen überwinden und den Weltfrieden herbeiführen kann.

## Titelliste
1. God Damn War (6:33)
2. Fool, Fool (2:57)
3. Edge Of Darkness (4:10)
4. Saddamize (7:37)
5. I (4:31)
6. Amazing Grace (1:36)
7. Piece Be With You (5:54)
8. Beat Me, You’ll Never Beat Me (5:59)
9. Curtains (3:13)

Alle Lieder wurden von Chris Caffery geschrieben. Bei  Beat Me, You’ll Never Beat Me wirkte der Savatage-Sänger Jon Oliva als Co-Autor mit.